# FK Vardar

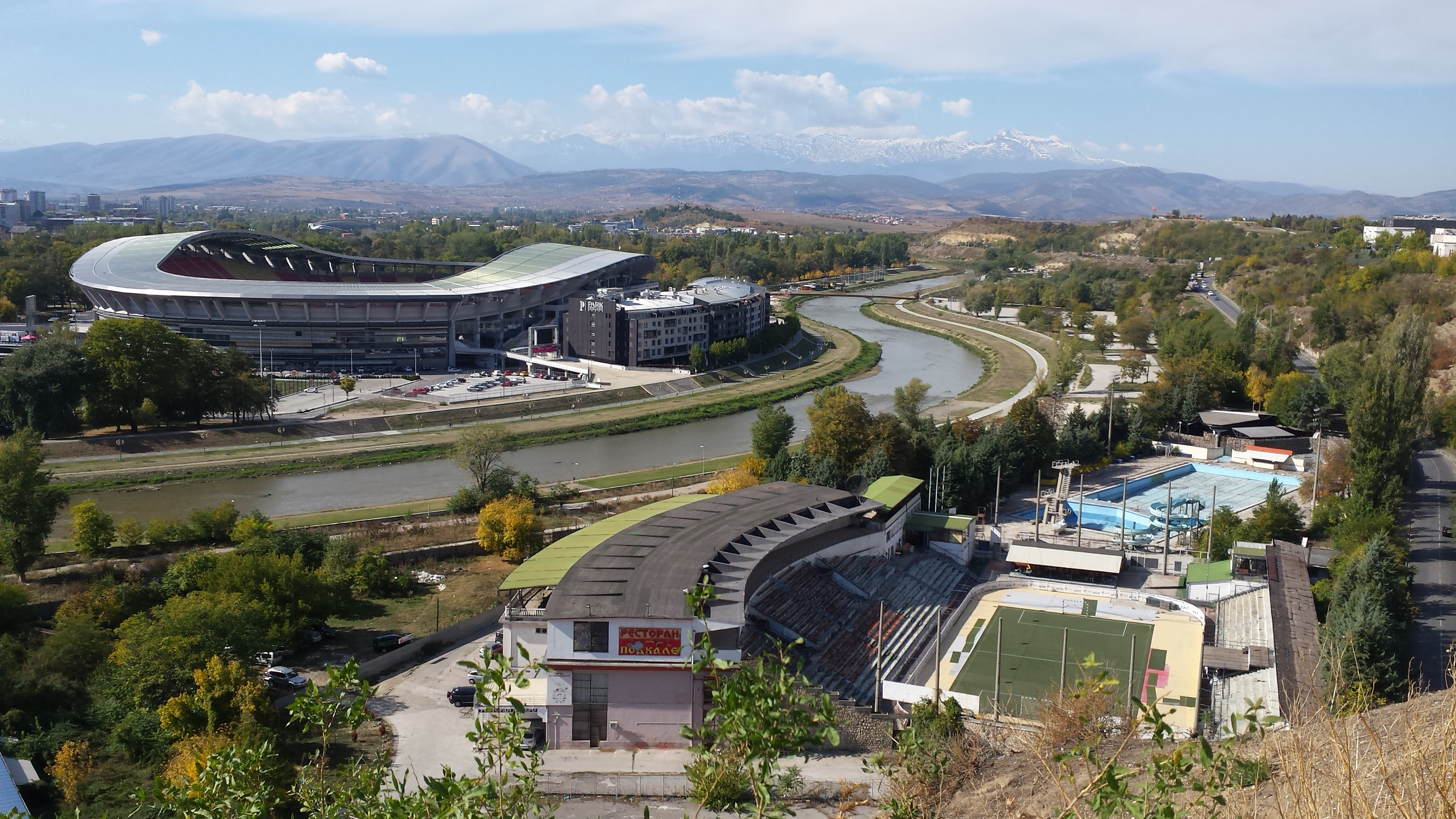
A névadó Vardar folyó a Toše Proeski Aréna előtt

Az FK Vardar (macedónul: ФК Вардар, magyar átírásban: Fudbalszki Klub Vardar Szkopje) egy macedón labdarúgócsapat, székhelye Szkopjében található.
A legsikeresebb macedón csapat, eddig 9 alkalommal nyerte meg a macedón labdarúgó-bajnokságot, illetve 5 alkalommal hódította el a macedón kupát.

## Sikerei

### Nemzeti
- Macedón bajnok:

11 alkalommal (1993, 1994, 1995, 2002, 2003, 2012, 2013, 2015, 2016, 2017, 2020)
- Macedón kupa-győztes:

5 alkalommal (1993, 1995, 1998, 1999, 2007)
- Macedón szuperkupa:

2 alkalommal (2013, 2015)

## Rekordok
- Legtöbb gól: Andon Dončevski (217).
- Legjobb gólátlag: Darko Pancsev 207 mérkőzés/132 gól (0,65).
- Legtöbb gól egy szezonban: Vasil Ringov (97).
- Legtöbb gól egy szezonban a bajnokságban: Saša Ćirić 1992-93 (36).
- Legtöbb gól a nemzetközi porondon Wandeir 2003–05 (13).
- Legtöbb szereplés: Kočo Dimitrovski 845 (416 matches), Metodija Spasovski 647, Gjore Jovanovski 486.
- Legeredményesebb edző: Gjoko Hadžievski (5 league titles and 2 national cups).
- Legnagyobb nemzetközi győzelem: 2004 június 19., Ethnikos Achnas 1–5 FK Vardar.